# Сівусагур Рамгулам
Сівусагур Рамгулам — державний і політичний діяч держави Маврикій.

## Життєпис
Народився 18 вересня 1900 р. Доктор медицини. Закінчив Лондонський університет. З 1949 р. лідер Лейбориської партії Маврикію . В 1958—1961 мер м. Порт-Луї, в 1961—1965 міністр фінансів. У 1961—1968 рр. — прем'єр-міністр Маврикію під владою Великої Британії, 1968—1982 рр. — прем'єр-міністр незалежного Маврикію, з грудня 1983 і до своєї смерті 15 грудня 1985 р. — генерал-губернатор Маврикію.